# U.S. Men's Clay Court Championships 1978
L'U.S. Men's Clay Court Championships 1978 è stato un torneo di tennis giocato sulla terra. È stata la 68ª edizione del U.S. Men's Clay Court Championships, che fa parte del Colgate-Palmolive Grand Prix 1978. Si è giocato a Indianapolis negli Stati Uniti dal 7 al 13 agosto 1978.

## Campioni

### Singolare
Jimmy Connors ha battuto in finale  José Higueras con il punteggio di 7–5, 6–1

### Doppio
Gene Mayer /  Hank Pfister hanno battuto in finale  Jeff Borowiak /  Chris Lewis con il punteggio di 6–3, 6–1